# Nutzentrenner
Ein Nutzentrenner oder eine Nutzentrennmaschine ist eine Vorrichtung zum Trennen von Leiterplatten.
Ein Nutzentrenner wird abhängig von Leiterplattengestaltung (-kontur, -aufbau…), vorgegebener Genauigkeit für das Trennen, dem zulässigen mechanischen Stress beim Trennen, Taktzeit, Qualitätsvorgaben und Kosten ausgewählt.
In der Verpackungsmittelindustrie ist ein Nutzentrenner oder Nutzentrennwerkzeug ein Werkzeug, mit dem einzelne Nutzen (Zuschnitte) nach dem Stanzen aus dem Kartonbogen voneinander getrennt und abgestapelt werden.

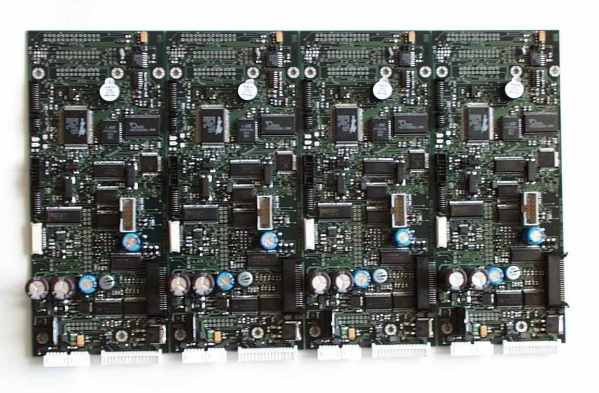
Ein Vierfach-Nutzen einer Leiterplatte vor der Trennung

## Bauformen

### Zerteilende, nicht spanende Nutzentrenner
Quelle:

#### Nutzentrenner mit Rollenmesser
Hier wird ein Nutzen (meist mit vorgeritzter Nut) in die Trennvorrichtung eingelegt und über ein oder zwei Rollenmesser getrennt. Die vorgeritzte Nut, in der das Rollenmesser eintaucht, dient als Führung, Ausrichtung und der Reduzierung der Schnitttiefe.
Typische Trenndicke der Leiterplatte (Restdicke in der vorgeritzten Nut): min. 0,3 mm – max. 0,8 mm.
Oft realisierte Ausführungsvarianten:
- Zwei gegenüberliegende Rollenmesser, der Nutzen wird mit der oben liegenden, vorgeritzten Nut in das obere Rollenmesser eingetaucht und manuell durch die beiden Rollenmesser geschoben.

- Ein obenliegendes Rollenmesser, das an einer Linearführung befestigt ist und ein gegenüberliegende, starres Widerlager. Nach dem Einlegen des Nutzens wird das Rollenmesser linear über den feststehenden Nutzen bewegt.

Die Nutzentrenner mit Rollenmesser sind auch mit elektr. Antrieb erhältlich. Meist sind diese als Offline-Systeme ausgeführt.
Das Verfahren wird umgangssprachlich (analog zum Pizza-Scheiden mit Rollenschneider) oft auch als „Pizza-Cut“ bezeichnet.
Vorteile:
- geringe Investitionskosten
- geringere Qualifikation von Bedien- u. Wartungspersonal erforderlich
- einfacher Aufbau

Nachteile:
- höhere Belastung für die Leiterplatten als bei diversen anderen Trennverfahren
- Risiko von Ausfaserung (Fasern können mechanische Baugruppen in der Funktion einschränken oder in die Haut eindringen)
- geringere Trenngenauigkeit als bei diversen anderen Trennverfahren
- höhere Personalkosten als bei Inline-Systemen
- geringe Flexibilität hinsichtlich Leiterplattenvielfalt (nur lineare Schnitte)
- vorgeritzte Leiterplatten erforderlich
- höhere Gefahr von Bedienerfehlern

#### Nutzentrenner mit Stanzeinrichtung
Der Nutzen wird in die Trennvorrichtung eingelegt und über eine Stanze getrennt.
Oft realisierte Ausführungsvarianten:
1. Komplettstanze:
Nutzen wird mit vorgeritzter Nut in die Vorrichtung über die Matrize eingelegt, oberhalb der Nut befindet sich das Stanzwerkzeug. Die Stanze wird oft pneumatisch betätigt (Kosten!); weiterhin sind hydraulische Antriebe im Elektronikbereich aufgrund der Gefahr von Verunreinigung weniger erwünscht. Der komplette Nutzen wird ausgestanzt.

1. Stegtrenner:
Beim Stegtrenner ist die Leiterplatte umlaufend bis auf die Stege freigefräst. Hier werden nur die Stege ausgestanzt (analog der Komplettstanze).

Das Verfahren wird umgangssprachlich oft als „Nutzenstanze“ bezeichnet und ist überwiegend als Offline-System im Einsatz.
Vorteile:
- geringe Investitionskosten
- geringere Qualifikation von Bedien- u. Wartungspersonal erforderlich
- einfacher Aufbau

Nachteile:
- höherer Stress für die Leiterplatten als bei diversen anderen Trennverfahren
- Risiko von Ausfaserung (Fasern können mechanische Baugruppen in der Funktion einschränken oder in die Haut eindringen)
- geringere Trenngenauigkeit als bei diversen anderen Trennverfahren
- höhere Personalkosten als bei Inline-Systemen
- geringe Flexibilität hinsichtlich Leiterplattenvielfalt (→ neue Werkzeuge)
- Konturänderung können Werkzeugwechsel bedeuten
- vorgeritzte Leiterplatten erforderlich

#### Beißschneidverfahren
Beim Beißschneidverfahren ist die Leiterplatte wie beim Stegtrenner umlaufend bis auf die Stege freigefräst. Hier werden die Trennstege mittels Messern abgeschnitten (ähnlich Komplettstanze).
Das Verfahren wird umgangssprachlich trotz des Trennverfahrens mittels Messern als „Nutzenstanze“ bezeichnet.
Vorteile:
- geringe Investitionskosten
- geringere Qualifikation von Bedien- u. Wartungspersonal erforderlich
- einfacher Aufbau
- bei korrektem Nutzendesign geringer Stress zu erwarten (ca. 200 μm/m)
- hohe Trenngenauigkeit (Genauigkeit abhängig von den Toleranzen bei der Leiterplattenherstellung)
- Als Offline oder Inline-System einsetzbar

Nachteile:
- geringe Flexibilität hinsichtlich Leiterplattenvielfalt (→ neue Werkzeuge)
- bei geringen Stückzahlen nicht wirtschaftlich
- bei Aluminium- und Kupferkernleiterplatten nur bedingt einsetzbar

#### Nutzentrenner mit Keilmesser
Hier wird ein Nutzen (meist mit vorgeritzter Nut) in die Trennvorrichtung eingelegt, die aus zwei keilförmigen Messern (ein Messer oberhalb, ein Messer unterhalb des Nutzens) besteht. Zur Trennung wird meistens das obere Messer abgesenkt (über Handhebel, pneumatisch oder elektromechanisch) und das untere Messer ist feststehend. Die vorgeritzte Nut, in der das Keilmesser eintaucht, dient als Führung, Ausrichtung und der Reduzierung der Schnitttiefe.
Vorteile:
- Geringer Stress auf Leiterplatten (ca. 100ųm/m)
- geringe Investitionskosten
- geringere Qualifikation von Bedien- und Wartungspersonal erforderlich
- einfacher Aufbau

Nachteile:
- Risiko von Ausfaserung (Fasern können mechanische Baugruppen in der Funktion einschränken oder in die Haut eindringen)
- geringere Trenngenauigkeit als bei diversen anderen Trennverfahren
- höhere Personalkosten als bei Inline-Systemen
- geringe Flexibilität hinsichtl. Leiterplattenvielfalt (nur lineare Schnitte)
- vorgeritzte Leiterplatten erforderlich
- höhere Gefahr von Bedienerfehlern

### Nutzentrenner mit Säge / Fräse (Spanende Nutzentrennung)

#### Einleitung
Spanende Nutzentrenner mit Säge oder/und Fräse werden häufig dort eingesetzt, wo hohe Qualitätsanforderungen an das Trennen (insbesondere in Hinblick auf Präzision und Leiterplattenstress) oder hohe Anforderungen an Flexibilität und Performance gestellt werden.

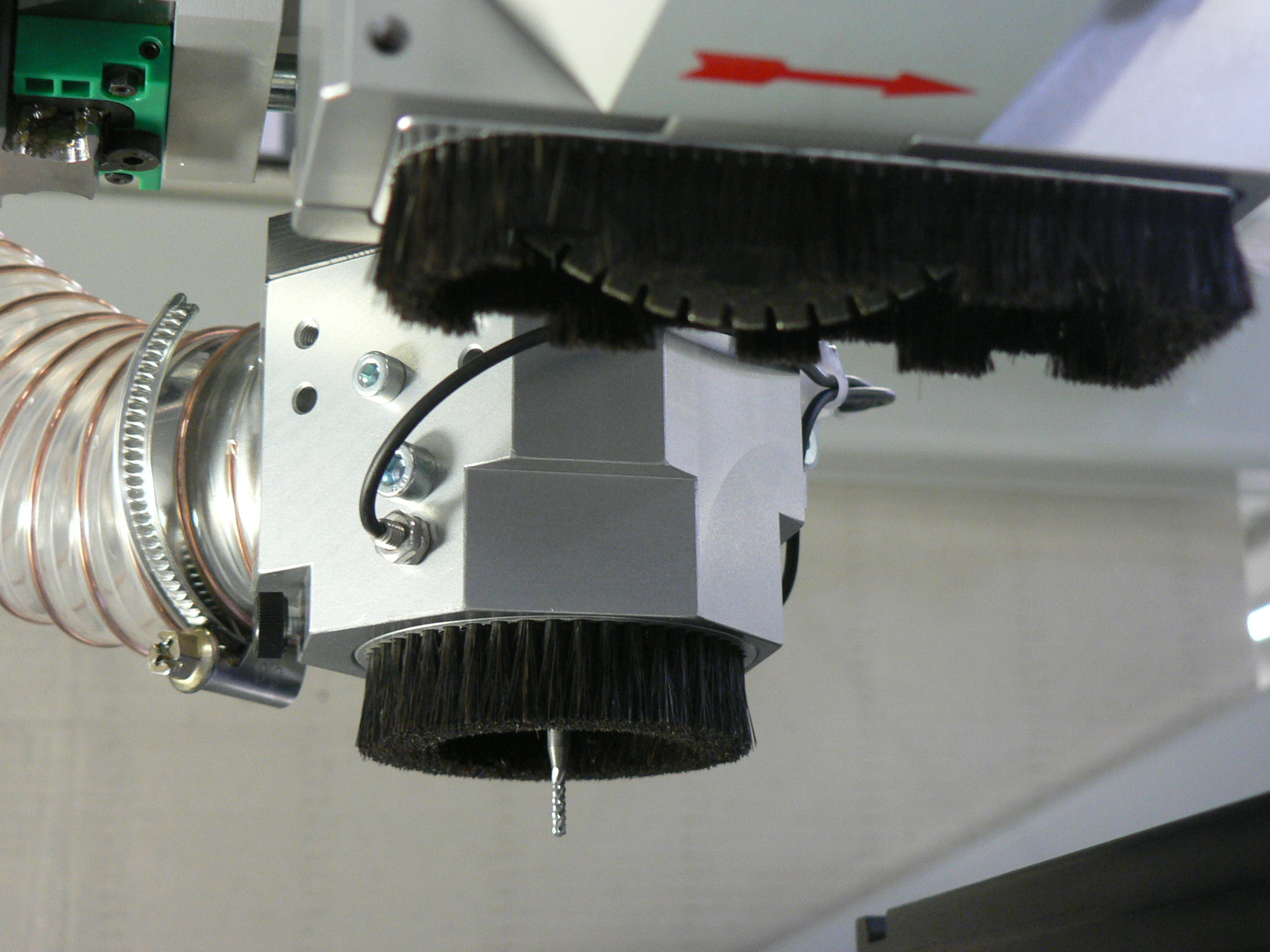
Nutzentrenner (Typ: IPTE TOF-Router); Kombination von Sägemodul- und Fräsmodul zur Trennung des Nutzens von oben; links im Bild: Schlauch zur Staubabsaugung

Im Vergleich zu den zerteilenden, nicht spanenden Nutzentrennern ergeben sich folgende Vor-/Nachteile:
Vorteile:
- minimaler mechanischer Stress auf die Leiterplatten (mit der Folge von Bauteil-, Leiterbahn- oder Lötverbindungsbeschädigungen)
- kein Risiko von Ausfaserung – nur eine sehr geringe Staubbelastung
- höhere Trenngenauigkeit – insbesondere bei kameraunterstützter Lagekorrektur
- höhere Flexibilität hinsichtlich Leiterplattentypenvielfalt (Softwareanpassungen)
- kein Verschieben der Leiterplatte durch den Bediener während des Trennprozesses

Nachteile:
- höhere Investitionskosten
- höhere Qualifikation von Bedien- u. Wartungspersonal erforderlich
- komplexerer Aufbau

#### Trennverfahren
Die spanenden Nutzentrenner setzen Sägen oder/und Fräser zum Trennen ein. Hierzu wird der Nutzen fixiert (in einer Aufnahme („Fixture“) oder in einem Greifer) und die Trennvorrichtung (Säge / Fräse) bewegt sich relativ zum Nutzen.
Daraus ergeben sich folgende Systeme:
1. Die Trennvorrichtung wird bewegt – der Nutzen ist fixiert.
2. Der Nutzen wird bewegt – die Trennvorrichtung ist fixiert.

Typische Fräserdaten (Größenordnungen!):
- Drehzahl: 27.000 – 45.000/min
- Durchmesser: 1,2 – 3,0 mm
- Vorschub: 2 – 3 m/min

Typische Sägeblattdaten (Größenordnung!):
- Drehzahl: 6.000 – 12.000/min
- Durchmesser: 75 / 100 / 125 mm
- Dicke: Hartmetallsägeblatt: 0,3 – 0,5 mm; diamantbeschichtetes Sägeblatt: 0,4 – 1,2 mm
- Vorschub: 10 m/min

Die Trennvorrichtungen können ober- oder unterhalb des Nutzens sitzen und werden über Achssysteme (oft NC-programmierbar ausgeführt) positioniert. Der anfallende Säge-/Frässtaub wird während des Trennens abgesaugt.
Vorteile Sägen:
- Sägeblätter haben in der Regel eine höhere Standzeit als Fräser
- Vorschubgeschwindigkeit ist höher als beim Fräsen.

Vorteile Fräsen:
- höhere Konturflexibilität (nichtlineare Konturen/Kurven, kurze Trennlängen sind möglich)
- geringerer „Eintauchplatz“ vor und hinter dem zu trennenden Steg in Leiterplatte notwendig als beim Sägeblatt
- automatischer Werkzeugwechsel (= Fräserwechsel) möglich

#### Offline-Säge/Fräse-Nutzentrenner
Als Maschinenbasis sind Systeme mit Drehteller und Shuttles (linear verfahrbare Aufnahmen) im Einsatz, die manuell be- und entladen werden (Offline-Betrieb). Diese sind meist derart ausgeführt, dass parallel zur Bearbeitung des Nutzens die Entladung der getrennten Leiterplatten und die Beladung mit neuen Nutzen erfolgen kann.
Bei Drehtellersystemen befindet sich eine Aufnahme in der Bearbeitungsposition zum Sägen/Fräsen, die andere Aufnahme um 180 Grad versetzt im Be- bzw. Entladebereich.
Bei Shuttle-Systemen werden dazu ein oder zwei Shuttle(s) eingesetzt, die (wechselweise) in die Maschine fahren.
Die Nutzen werden manuell in eine Aufnahme („Fixture“) eingelegt. Diese Aufnahme hat 2 Funktionen:
1. Sicherstellung der Positioniergenauigkeit des Nutzens beim Trennvorgang
2. Fixierung der Einzelleiterplatten und Leiterplattenreststreifen nach dem Trennen

Oft wird über eine Codierung der Aufnahme das typenspezifische Trennprogramm automatisch geladen.
Typischer Ablauf am Beispiel eines Drehtellersystems:
1. Bediener entnimmt die getrennten Leiterplatten aus der Aufnahme und legt einen neuen Nutzen in die Aufnahme ein
2. Bediener löst einen 180 Grad-Rotation des Drehtellers aus
Die Aufnahme mit dem neuen Nutzen wird in den Trennbereich (Säge/Fräse) der Maschine, die 2. Aufnahme mit dem getrennten Nutzen wird gleichzeitig vom Trennbereich in den Be-/Entladebereich gebracht.
3. Während der neue Trennvorgang durchgeführt wird, entlädt der Bediener die Aufnahme mit den getrennten Leiterplatten und legt wieder einen neuen Nutzen ein.

Bei den Offline-Nutzentrennern wird meistens die Trennvorrichtung bewegt, während die Leiterplatte in der Aufnahme liegt. Der Frässtaub wird ober- oder unterhalb der Leiterplatte abgesaugt.

#### Inline-Säge/Fräse-Nutzentrenner
Als Maschinenbasis sind meistens Systeme mit Nutzenzuführung über Edgebelt-Conveyor (Bandtransporte, bei denen der Nutzen links und rechts am Rand auf dem Band aufliegt) im Einsatz, aber auch andere Zuführungen (z. B. Nutzenzuführung im Werkstückträger) werden verwendet.
Diese Nutzentrenner werden automatisch be- und entladen und sind daher in einer Fertigungslinie eingebunden (Inline).
Häufig werden Qualitätsinformationen zur Einzel-Leiterplatte aus dem Vorprozess (z. B. Bestückung, Test) zur Weiterverarbeitung herangezogen (z. B. Datenbankabfrage über einen auf der Leiterplatte befindlichen Datamatrix- oder Barcode), um dann nach dem Trennen der Leiterplatte eine Gut-/Schlecht-Sortierung der Einzel-Leiterplatten vorzunehmen.
Die Reststreifen (die die Leiterplatten im Nutzen verbunden haben und nach dem Trennen nicht mehr benötigt werden) werden einem Abfallbehälter zugeführt.
Die Abführung der getrennten Leiterplatten ist vielfältig (und eng mit den nachfolgenden Produktionsschritten verbunden) z. B. über:
- Werkstückträger
- Drehteller
- Bandtransport (Flachband oder Doppelgurtband/Edge-Belt)
- Tray

Für das Inline-Nutzentrennen sind häufig die nachfolgenden Maschinenvarianten anzutreffen:

##### Speedrouting
Beim „Speedrouting“ wird nach Einlauf des Nutzens dieser komplett mit einem Greifer aufgenommen und über die feststehende Trenneinrichtung (Fräse und/oder Säge) geführt. Nach dem kompletten Trennvorgang werden die getrennten Leiterplatten (Abfallstreifen, Gut-Leiterplatten, Schlecht-Leiterplatten) abgelegt.
Durch die einmalige Aufnahme des gesamten Nutzens im Greifer ist dieses Verfahren bei den spanenden Inline-Nutzentrennern der Maschinentyp mit der höchsten Performance – daher auch die Bezeichnung „Speedrouting“.
Nachteilig sind hier die relativ aufwändigen, leiterplattenspezifischen Greifer. Daher findet sich dieses System insbesondere in Produktionslinien, wo hohe Leiterplattenstückzahlen bei geringer Typenvielfalt zu trennen sind.

##### Flexrouting
Beim „Flexrouting“ wird nach Einlauf des Nutzens dieser fixiert und anschließend jede einzelne Leiterplatte getrennt. Während des Trennvorgangs (mit Fräse) wird die jeweilige Leiterplatte von oben mit einem Greifer gehalten, während von unten das Trennwerkzeug die Leiterplatte bearbeitet.
Ist eine Einzelleiterplatte getrennt, wird diese mit dem Greifer in die Ablage (Band, Tray, WT, Schlecht-Ablage, …) abgelegt.
Danach fährt der Greifer zur nächsten, zu trennenden Leiterplatte und der Trennvorgang wird fortgesetzt.
Ist der komplette Nutzen getrennt, werden die Abfallstreifen ausgefördert und ein neuer Nutzen läuft ein.
Der Greifer ist oft als Servogreifer ausgeführt – dadurch lassen sich verschiedene Greifabstände automatisch einstellen und somit unterschiedliche Nutzentypen verarbeiten, ohne den Greifer zu wechseln (→ geringere Werkzeugkosten als beim Speedrouting).
Mit Multigreifer lassen sich gleichzeitig mehrere Leiterplatten greifen und so den Einfluss Leiterplattenhandlingszeit zu reduzieren – dies geht dann oft zu Lasten der Flexibilität, da diese leiterplattenabhängig gestaltet werden.
Beim Leiterplattendesign ist darauf zu achten, dass der Nutzen während des Trennens und Abnehmens der Einzelleiterplatten noch ausreichend Stabilität besitzt.
Die Performance der Maschine ist geringer als beim Speedrouting, da durch das einzelne Handling der Leiterplatten mehrere Greifzyklen notwendig sind und längere Verfahrwege zustande kommen.
Daher findet sich dieses System insbesondere in Produktionslinien, wo eine hohe Leiterplattentypenvielfalt mit geringeren Stückzahlen gefertigt wird.

##### 1D-Routing
Beim 1D-Routing wird der Nutzen nach Einförderung geklemmt. Danach wird in der Regel von oben die Trenneinrichtung (Säge oder Fräse) zugeführt und quer zur Transportrichtung der Nutzen getrennt (daher auch der Namensteil 1D für eindimensionale Fräskontur). Nach dem kompletten Trennvorgang erfolgt der Weitertransport in eine Vereinzelungsvorrichtung. Hier werden die getrennten Leiterplatten (die nur einen geringfügigen Abstand voneinander haben) über geeignete Klemm-/Stoppeinrichtungen auf den Transporteinrichtungen einzeln aus der Maschine gefördert.
Diese sehr kostengünstige Variante eines Inline-Systems lässt sich jedoch nur für Nutzen einsetzen, deren Design dieses Trennverfahren erlaubt.

### Lasernutzentrenner
Das Lasernutzentrennen ist das jüngste unter den genannten Trennverfahren. Die Leiterplatte wird unter einer Laserquelle positioniert und mit dem positionierbaren Laserstrahl getrennt. Der dabei entstehende Schmauch wird abgesaugt.
Vorteile des Verfahrens: 
- kein Stress auf der Leiterplatte
- keine Vibrationen/Oszillation wie bei den spanabhebenden Verfahren
- hohe Präzision
- geringe Trennbreite

Nachteile des Verfahrens: 
- „Carbonisierung“ (Kohlenstoffablagerungen) insbesondere an Trennflächen
- Gefahr von Schmauchablagerungen auf der Leiterplatte
- Hohe Investitionskosten

Insbesondere aufgrund der Risiken durch Carbonisierung und Schmauchablagerungen werden die Lasernutzentrenner nur eingeschränkt akzeptiert.